# クール・マックール
クール・マックール（Cool McCool）は、1966年9月10日から1967年1月21日までNBCで放送されたテレビアニメ。日本での本放送時期は不明だが、1979年頃にサンテレビで月曜 - 金曜 18時00分 - 18時10分に再放送され、1988年頃にチバテレビで月曜 - 水曜 16時05分に再放送されたことがあり、1996年頃にはキッズステーションで再放送されたことがある。
このクール・マックールはバットマンの生みの親としても知られるボブ・ケインが手掛けており、キング・フィーチャーズ・シンジケート社の社長だったアル・ブロダックスと協力を得たことによりこのアニメの映像化およびテレビ放送が実現した。

## キャラクター
クール・マックール
英 - ボブ・マクファデン/吹き替え - 不明
本作の主人公。スパイでありながら、どんな危険があろうとも世界を救うヒーローのような存在。『あたしゃ危険を買う男、クール・マックールである！』が自身の決め台詞。
ナンバーワン
英 - チャック・マッキャン/吹き替え - 不明
Mr.Riggs
英 - チャック・マッキャン/ 吹き替え- 不明
Friday
英 - キャロル・コーベット/吹き替え - 不明
ブリーズリー
英- チャック・マッキャン/ 吹き替え - 不明
ハリー・マックール
英 - ボブ・マクファデン/吹き替え - 不明
ディック・マックール
英 -チャック・マッキャン/ 吹き替え- 不明
トム・マックール
英 - チャック・マッキャン/吹き替え - 不明